# Noms, abréviations des noms et surnoms de la ville de Paris

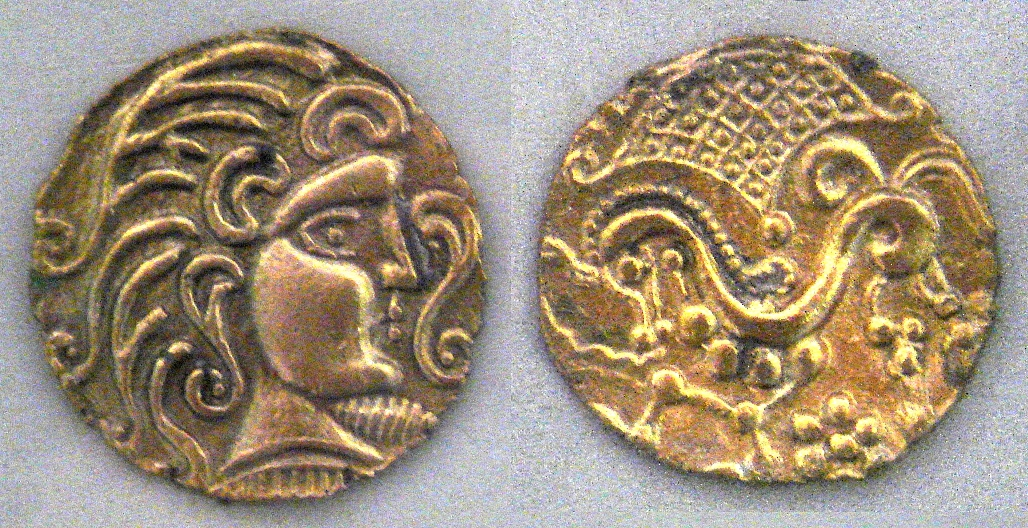
Monnaie des Parisii, Ve-Ier siècle av. J.-C.. Cabinet des Médailles.

La ville de Paris est désignée par différents noms, abréviations et autres surnoms.

## Anciens noms
- Lutèce (à partir du nom gallo-latin Lutetia Paris(i)orum ou Lutetia apud Parisios)

## Abréviations
- PAR, selon la liste des codes AITA des aéroports
- PRV, sur les réseaux sociaux, notamment Snapchat, Instagram et TikTok.

## Surnoms
- Paname (à partir de la fin de la Première Guerre mondiale[1])
- Pantruche (argot de Pantin qu'on entend dans les chansons d'Aristide Bruant, à partir de la fin de la Première Guerre mondiale[1]. Jehan-Rictus, Complainte des petits déménagements parisiens)
- Babylone (d’après Jacques Ellul)
- Bériz (en arabe)
- Saturne
- Parouart, au XVe siècle, employé par François Villon[1]
- Pampeluche, au début du XIXe siècle, qui apparaît chez Eugène-François Vidocq[1]
- Ripa en verlan
- Pantin au XIXe siècle, qu'utilise Victor Hugo[1]
- La capitale
- La Grand'Ville[1]

## Périphrases
- La Ville Lumière[2]
- La ville aux cent villages[3]
- La cité de l’amour[4]
- La plus belle ville du monde[5]
- La capitale de la mode, la capitale européenne de la mode ou la capitale mondiale de la mode[6]
- La capitale de la création[7]
- La capitale de la gastronomie[8],[9]
- La capitale de l'art de vivre[10]